# Mircea IV Miloș
 (avril 2010).
Si vous disposez d'ouvrages ou d'articles de référence ou si vous connaissez des sites web de qualité traitant du thème abordé ici, merci de compléter l'article en donnant les références utiles à sa vérifiabilité et en les liant à la section « Notes et références ».
Mircea IV Miloș, mort après 1534, est prince de Valachie de 1509 à 1510.

## Biographie
Il est le fils de Mihnea Ier cel Rău et petit-fils de Vlad III l'Empaleur (Dracula); il est associé à son père en 1508 et est prince du 29 octobre 1509 à janvier 1510. Il est expulsé du pays peu après son père. Entre 1512 et 1521, il prétend au trône contre Neagoe Basarab V de la famille des Craiovescu.
En octobre 1521, il tente une irruption en Valachie appuyé par le pacha turc de Nicopolis, Mehmet Beg Mihaloglu. Ils sont vaincus par le nouveau prince Radu V de la Afumați. Mircea disparaît alors de l'histoire et meurt à une date postérieure à 1534 et en un lieu inconnu.

## Union et postérité
En 1519 il épouse Maria de Serbie dont il a :
- Miloș Vodă, infirme, il est professeur à l'école patriarcale de Constantinople ; il meurt le 20 février 1577 ;
- Alexandru II Mircea, né en 1529, prince de Valachie ;
- Vlad ;
- Mihnea ;
- Pierre VI Șchiopul, né en 1534, prince de Moldavie.